# NGC 3204
NGC 3204 (również PGC 30214 lub UGC 5580) – galaktyka spiralna z poprzeczką (SBb), znajdująca się w gwiazdozbiorze Lwa. Odkrył ją John Herschel 24 grudnia 1827 roku.